# Гаврил-Геново
Гаврил-Геново (болг. Гаврил Геново) — село в Болгарии. Находится в Монтанской области, входит в общину Георги-Дамяново. Население составляет 308 человек.

## Политическая ситуация
В местном кметстве Гаврил-Геново, в состав которого входит Гаврил-Геново, должность кмета (старосты) исполняет Ирина Георгиева Найденова (независимый) по результатам выборов.
Кмет (мэр) общины Георги-Дамяново — Дилян Станимиров Димитров (Граждане за европейское развитие Болгарии (ГЕРБ)) по результатам выборов.